# Общество
О́бщество, со́циум (лат. socium — общее) — это человеческая общность, специфику которой представляют отношения людей между собой, их формы взаимодействия и объединения.

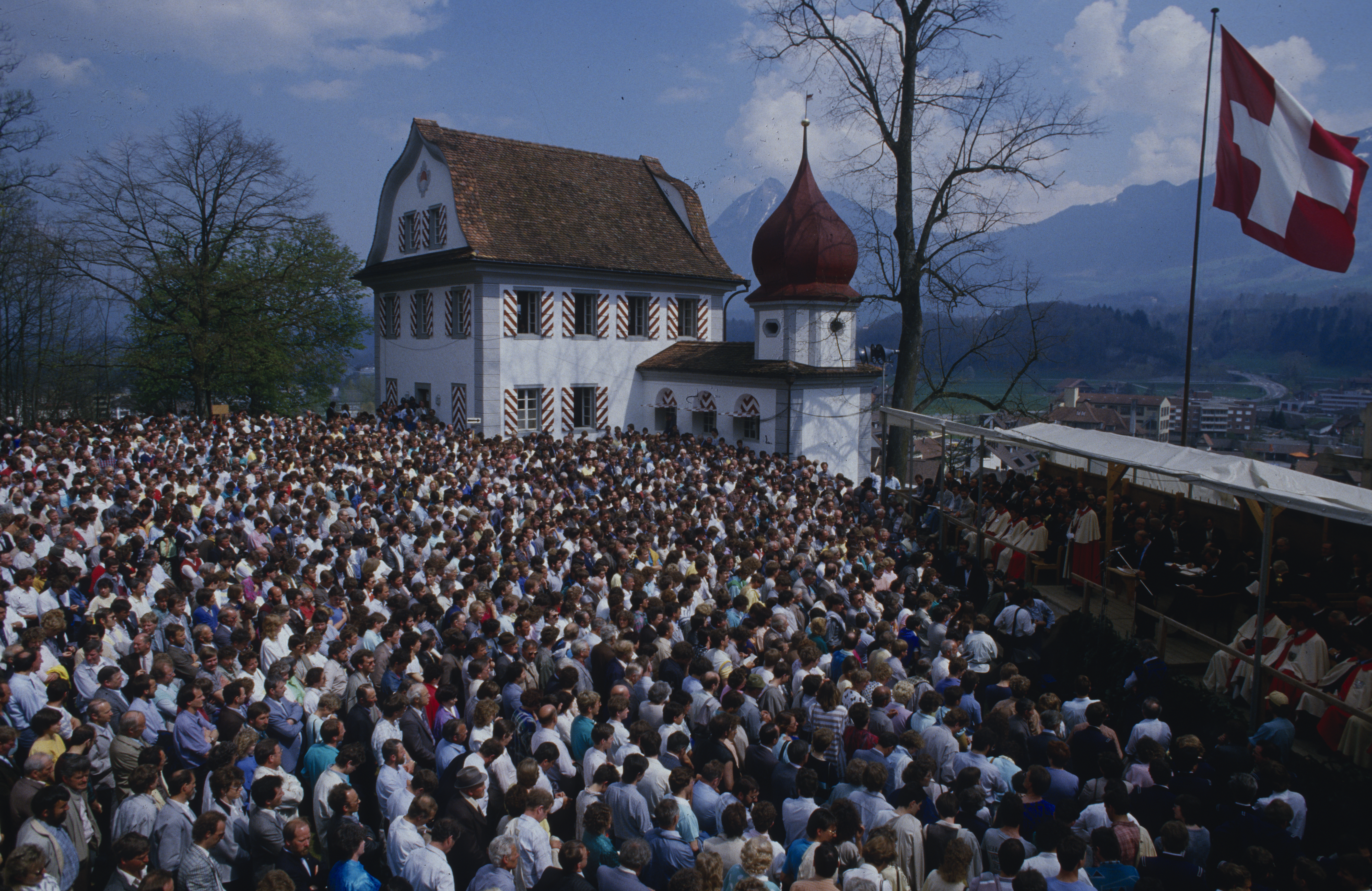
Сход граждан швейцарской коммуны Зарнен

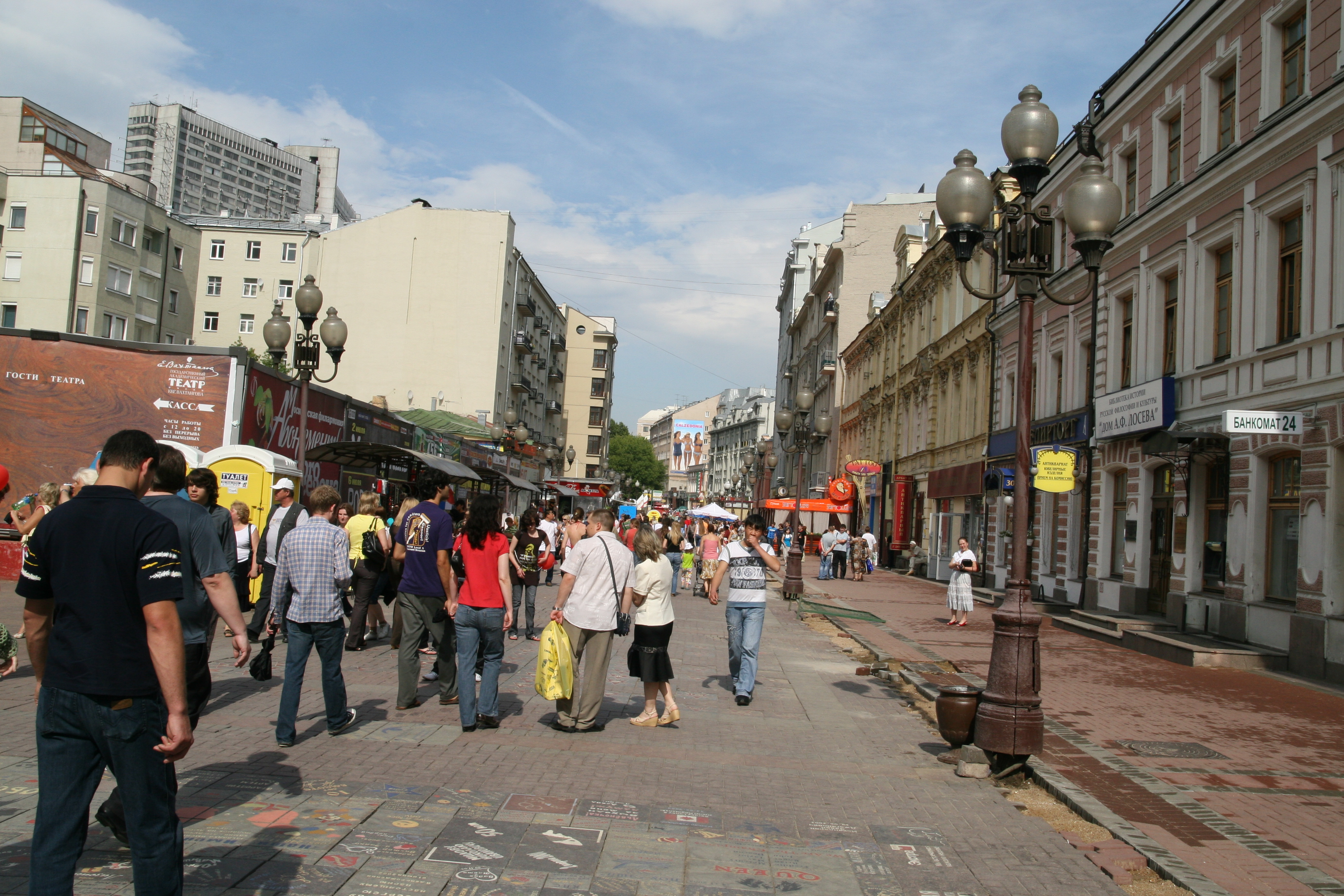
Пешеходы на улице Арбат, Москва

Человеческие общества характеризуются моделью отношений (социальных отношений) между людьми, которая может быть описана как совокупность таких отношений между его субъектами. В социальных науках, общество в целом часто демонстрирует стратификацию. Общество — это надындивидуальное, надгрупповое и надынституциональное объединение людей, которому присущи различные виды социальной дифференциации и разделения труда. Общество можно характеризовать по многим признакам: к примеру, по национальному: французское, русское, немецкое; государственному и культурному; по территориальному и временно́му; по способу производства и т. д.
Общество нередко отождествляется с социальностью вообще и сводится к формам общения и совместной деятельности людей; с другой точки зрения, сами по себе люди, находящиеся в общении и занятые совместной деятельностью, включая распределение совместно произведённого продукта, ещё не составляют в социологическом понимании общества, поскольку остаются теми же людьми, включёнными в групповые (в том числе коллективные) формы жизнедеятельности. Если натурализм утверждает, что общество сводится к своим материальным носителям, то в феноменологических его интерпретациях общество относится к видам сознания и формам общения.

## Общество как объект исследования

### В социологии
Общество в феноменологическом понимании — это mens intensas (разум, мысль как бы в себе) — множество социальных миров наших ментальностей, миров, запечатлённых в нашем сознании.
Общество при натуралистическом подходе — это res extensas (вещи протяжённые) — совокупность тел, физических и биологических, находящихся в реальных объективных отношениях друг к другу.
К. Маркс в своих работах раскрывает сущность общества, которая кроется не в людях самих по себе, а в тех отношениях, в которые они вступают друг с другом в процессе своей жизнедеятельности. Общество, по марксизму, есть совокупность общественных отношений.
Родовым понятием по отношению к понятию «общество» является «общность людей». Социальная общность выступает основной формой жизнедеятельности людей. В то же время общество не сводится к социальной общности, то есть это понятие по своему объёму гораздо шире и содержит в себе, прежде всего, социальные механизмы собственного воспроизводства, не сводимые к биологическим. Это значит, что не общность вторична по отношению к обществу, а общество вырастает из социальной общности. В своей одноимённой работе Ф. Тённис, опираясь на анализ работ К. Маркса, показал первичность общины по отношению к обществу.
Исторически первой формой существования человеческого рода как общности людей явилась родовая община. «При ближайшем рассмотрении термина общности — пишет Ф. Тённис, — она может возникнуть 1. из естественных отношений, поскольку они стали социальными. Здесь кровно-родственные отношения всегда оказываются наиболее общими и самыми естественными узами, связывающими людей». В процессе исторического развития общества менялись прежде всего основные формы общности людей — от родовой и соседской общинной, сословной и социально-классовой до современных социокультурных сообществ.
Социологический реляционизм рассматривает общество через взаимоотнесённость всех элементов и их взаимно обосновывающую значимость внутри определённой системы, существенные только для определённого исторического типа бытия, при изменении которого меняется и сама система. Такое определение реляционизма даёт К. Мангейм в «Идеологии и утопии» (1929). Общество в реляционистской трактовке — это relationibus inter res (отношения между вещами).
Социолог Джерард Ленски предлагал различать типы общества на основании уровня их технологического, коммуникационного и экономического развития; его классификация включала пять разновидностей — общество охоты и собирательства, простое и сложное сельскохозяйственные, индустриальное и особое (то есть не подпадающее под какой-либо конкретный тип). Похожую систему несколько ранее разработали культурные антропологи Мортон Фрид и Элман Сервис; в ней наличествовали четыре этапа социальной эволюции, выделяемые на базе показателей общественного неравенства и роли государства в жизни общества, а именно — группы охотников и собирателей (где производилось разделение обязанностей и ответственности), племена (где появились первые признаки социальных рангов и общественного престижа), стратифицированные сообщества и цивилизации (характеризуемые наличием сложной общественной иерархии и организованного институционализированного правительства). Кроме того, в качестве отдельных типов могут рассматриваться всё человечество в целом и виртуальное общество, характерное для информационного века и существующее в Интернете.
С течением времени некоторые общества развивались по направлению к более сложным формам организации и управления. Соответствующая культурная эволюция оказала значительное воздействие на общественные модели: племена охотников и собирателей оседали вокруг сезонных источников пищи, преобразуясь в деревни, те, в свою очередь, разрастались и превращались в города того или иного размера, а затем эволюционировали в города-государства и национальные государственные объединения. По мере развития общества разнообразные явления, характерные для людских коллективов, подвергаются институционализации, происходит выработка определённых норм, которым надлежит следовать.
Для многих форм общества характерны одни и те же явления: совместная деятельность, избегание, возложение вины (англ. scapegoating), щедрость, разделение рисков, вознаграждение и т. п. Общество, к примеру, может официально признавать заслуги индивида или группы, наделяя их определённым статусом, если они совершают некоторое желаемое или одобряемое действие. Практически во всех сообществах наблюдается совершение самоотверженных действий в интересах группы, и т. д.

### В антропологии
Человеческие сообщества часто классифицируются в соответствии с тем, каким образом они обеспечивают себе средства к существованию. Исследователи различают общества охотников и собирателей, кочевые, пасторальные, простые и сложные сельскохозяйственные (для первого типа характерно растениеводство, для второго — полноценное интенсивное сельское хозяйство), а также индустриальное и постиндустриальное общества (последние два нередко рассматриваются как качественно иные в сравнении с предыдущими).
Сегодня антропологи и многие социологи активно противопоставляют понятие культурной эволюции и представление о чётком выделении определённых стадий, перечисленных выше. По некоторым данным, усложнение общественной жизни (развитие цивилизации, рост численности и плотности населения, специализации труда и т. д.) не обязательно приводит к формированию иерархической социальной организации или расслоения общества. Культурный релятивизм в значительной степени повлиял на отказ от оценочных терминов («примитивный», «худший / лучший», «прогресс» и т. п.) применительно к общественному строю, материальной культуре или технологиям.
Кроме того, антропологи нередко обращают внимание на те сходства и различия, которые характеризуют человеческое общество в сравнении, к примеру, с сообществами, образуемыми ближайшими биологическими родственниками человека — шимпанзе и бонобо. Одним из таких различий может, в частности, представляться развитый патернализм людей.

### В политической антропологии
В политической антропологии общества также могут подвергаться классификации с точки зрения их политической структуры. В порядке возрастания размеров и организационной сложности выделяются такие формы, как род, племя, вождество и государство. Сила политической власти в этих структурах варьируется в зависимости от культурного, географического и исторического окружения, с которыми этим обществам приходится взаимодействовать в той или иной форме. Соответственно, при аналогичном уровне технологического и культурного развития более изолированное общество имеет бо́льшие шансы на выживание, нежели расположенное в непосредственной близости от других, могущих посягнуть на его материальные ресурсы. Неспособность дать отпор иным обществам обычно оканчивается поглощением более слабой культуры.

## Парадигмы интерпретации общества
В истории социальной философии могут быть выделены следующие парадигмы интерпретации общества:
1. Отождествление общества с организмом и попытка объяснить социальную жизнь биологическими закономерностями. В XX веке концепция органицизма утратила популярность[8];
2. Концепция общества как продукта произвольного соглашения индивидов (см. Общественный договор, Руссо, Жан-Жак);
3. Антропологический принцип рассмотрения общества и человека как части природы (Спиноза, Дидро и др.). Достойным существования признавалось лишь общество, соответствующее подлинной, высокой, неизменной природе человека. В современных условиях наиболее полное обоснование философской антропологии дано Шелером;
4. Теория социального действия, возникшая в 20-е годы XX века (Понимающая социология). Согласно этой теории, в основе социальных отношений лежит установление «смысла» (понимание) намерений и целей действий друг друга. Главное во взаимодействии между людьми — осознание ими общих целей и задач и то, чтобы действие было адекватно понято другими участниками социального отношения;
5. Функционалистский подход (Парсонс, Мертон). Общество рассматривается как система.

Понятие «общество» предполагает осознание объективных закономерностей коллективной жизни людей.
Уже в древности были осознаны все главные проблемы в понимании сущности общества:
1. насколько общество отличается от природы (одни мыслители вообще стирали грань между обществом и природой, другие же абсолютизировали различия между ними);
2. каково соотношение коллективного и индивидуального начал в жизни общества (одни трактовали общество как сумму индивидов, а другие, напротив, рассматривали общество как самодовлеющую целостность);
3. как сочетаются в развитии общества конфликт и солидарность (одни считают двигателем развития общества его внутренние противоречия, другие — стремление к гармонии интересов);
4. как изменяется общество (наблюдается ли совершенствование, прогресс, или общество развивается циклически).

## Признаки общества
В социологии не раз предпринимались попытки дать окончательное определение общества и выделить его существенные признаки — наиболее типичные, устойчивые и повторяющиеся моменты его жизни. Так, Эмиль Дюркгейм усматривает первооснову устойчивости и единства общества в признаках наличия коллективных представлений, общей воли, препятствующей губительной силе человеческого эгоизма. Роберт Мертон убеждён, что главным для общества является существование неких фундаментальных ценностей, благодаря которым каждый индивид ориентирован на соблюдение совместных норм жизнедеятельности, что является основой сохранения общества. Нейл Смелзер определяет в качестве отличительных признаков общества как объединения людей наличие географических границ, общую законодательную систему и определённую национальную. (социокультурную) идентичность. Американский социолог Эдвард Шилз полагает, что основу общества составляет такая его характеристика, как функционирование публичной власти, обеспечивающей контроль над всей территорией и насаждающей общую культуру.
Э. Шилз выделяет следующие критерии общества:
- оно не является частью более крупной системы;
- браки заключаются между представителями данного объединения;
- оно пополняется преимущественно за счёт детей тех людей, которые уже являются его признанными представителями;
- объединение имеет территорию, которую считает своей собственной;
- у общества есть собственное название и собственная история;
- оно обладает собственной системой управления;
- объединение существует дольше средней продолжительности жизни отдельного индивида;
- его объединяет общая система ценностей (обычаев, традиций, норм, законов, правил), которую называют культурой[9].

В современной социологической литературе существует подход к обществу как к существующему в социальном пространстве и времени «сгустку» социальных связей и взаимодействий, сложившихся между людьми, наиболее общими чертами которого являются автономность, самовоспроизводимость, большая интегрирующая сила и высокий уровень саморегуляции. В данном подходе выделяются следующие отличительные признаки общества.
Первым отличительным признаком общества является наличие социальной общности, которая выражает общественную природу жизни людей, социальную специфику их отношений и взаимодействий. Общность предшествует обществу, а не наоборот. Однако социальная общность возникает не на пустом месте, а на своём естественном субстрате — органической общности людей и кровнородственных их связях и отношениях. Составляя естественную основу общества (социальной общности), эти природные предпосылки и органические отношения преобразовываются в нём в отношения социально-органического типа — мужа и жены, детей и родителей, братьев и сестёр, других родственников.
Следующий отличительный признак общества составляет его существование в социальном пространстве и социальном времени. Причём социальные пространство и время отнюдь не всегда совпадают с физическими пространством и временем. Более того, социальное пространство может существовать вне рамок каких-то территориальных границ и собственных территорий (например, вне природно-ландшафтного окружения, а на космической станции или межзвёздном, межгалактическом корабле, в социальной сети Интернет). Социальное время тоже существенно отличается от физического.
Отличительным признаком общества является наличие в нём специальных органов для осуществления его саморегуляции и воспроизводства — социальных институтов, важнейшим из которых является социальный институт семьи, обусловливающий возникновение и существование прочих (брака, воспитания, образования, религии и т. д.). Питер Бергер и Томас Лукман в своём трактате писали, что Робинзон в компании с Пятницей не составляют общества, несмотря на то, что многими признаками социальности их союз обладает, уже хотя бы потому, что он не содержит внутри себя механизма собственного воспроизводства. Поэтому понятие общества не совпадает с социумом, то есть социальностью вообще, а является особой формой коллективного, надындивидуального бытия людей. Отдельно взятый обособленный индивидуум («социологическая робинзонада») независимо от своих социальных качеств не составляет и не может составлять общество в таком его понимании. В то же время общество не сводится к социальности, всякое общество социально, но далеко не всё, что обладает свойствами социального, может рассматриваться как общество, представляя собой всего лишь часть, свойство или состояние общества в узком его понимании.
Самодеятельность, автономность, самоорганизация и саморазвитие в той или иной мере присущи не только всему обществу в целом, но и отдельным подсистемам и элементам. Но самодостаточным может быть только общество в целом. Ни одна из подсистем, в него входящих, самодостаточной не является. Только взятые во взаимосвязи социальные общности, социальные группы, социальные организации и социальные институты (семья, образование, экономика, политика и т. п.) составляют общество в целом как самодостаточную систему.

## Закрытое и открытое общество
Общество как социальная система организуется изнутри социальной структурой, а извне — окружающей средой. Одна из возможных типологий — деление общества на открытые и закрытые, введённое К. Поппером для описания культурно-исторических и политических систем, характерных для различных обществ на разных этапах их развития.
Закрытое общество — по К. Попперу — тип общества, характеризующийся статичной социальной структурой, ограниченной мобильностью, неспособностью к инновациям, традиционализмом, догматичной авторитарной идеологией (имеет место система, когда большинство членов общества охотно принимают те ценности, которые им предназначены, обычно это тотально идеологизированное общество).
Открытое общество — по К. Попперу — тип общества, характеризующийся динамичной социальной структурой, высокой мобильностью, способностью к инновациям, критицизмом, индивидуализмом и демократической плюралистической идеологией (здесь человеку предоставляется возможность самому выбирать мировоззренческие, нравственные ценности. Отсутствует государственная идеология, а на уровне конституции закрепляются принципы духовной свободы, которые человек реально использует. То есть он сам пытается найти основные ценности).
Функционирование и развитие социальной системы обязательно предполагает сменяемость поколений людей и, следовательно, социальное наследование — члены общества передают от поколения к поколению знания и культуру. См. «образование» и «социализация».

## Современное общество
Согласно одной из точек зрения, ключевой вопрос любого цивилизованного общества — вопрос его организации. Современное общество организовано на основе множества экономических, политических, идеологических, социокультурных детерминант. Его можно назвать «переходным» (транзитивным) от индустриального к постиндустриальному (информационному) обществу.

## Общество в литературе и кино
В романе Р. Бредбери «451 градус по Фаренгейту» описано общество массового потребления, которое опирается на массовую культуру и потребительское мышление, в котором все книги, заставляющие задумываться о жизни, подлежат сожжению.
Похожее общество описано в романе Олдоса Хаксли «О дивный новый мир». Члены данного общества изъясняются лозунгами, призывающими выбрасывать старое и покупать новое: «Прорехи зашивать — беднеть и горевать», «Лучше новое купить, чем старое чинить». А в случае проблем принимается наркотик под названием сома: «Сомы грамм — и нету драм!» Отличительные признаки данного общества — кастовая система и искусственное рождение людей.
В романе Джорджа Оруэлла «1984» рассматривается общество тотальной несвободы, основой которого является держание людей в страхе. Даже если у человека возникает плохая мысль про власть, он попадает в застенки «минилюба», где его посредством пыток превращают в зомби, который верит всему, что ему говорят. Если же тот или иной человек был казнён, его объявляют никогда не существовавшим.